# Clem F. Kimball
Clement Field „Clem“ Kimball (* 11. August 1868 in Anamosa, Jones County, Iowa; † 10. September 1928 in Council Bluffs, Iowa) war ein US-amerikanischer Politiker. Zwischen 1925 und 1928 war er Vizegouverneur des Bundesstaates Iowa.

## Werdegang
Clem Kimball besuchte die öffentlichen Schulen seiner Heimat. Danach absolvierte er bis 1889 das Iowa State College, wo er Mechanik studierte. Bis 1893 arbeitete er auf diesem Gebiet sowie als Lehrer. Nach einem anschließenden Jurastudium an der University of Michigan in Ann Arbor und seiner 1895 erfolgten Zulassung als Rechtsanwalt begann er in Council Bluffs in diesem Beruf zu praktizieren. Neben seinen juristischen Tätigkeiten war er auch in der Landwirtschaft tätig. Im Jahr 1899 wurde er für zwei Amtszeiten stellvertretender Bezirksstaatsanwalt im Pottawattamie County. Ab 1906 fungierte er für einige Jahre als juristischer Vertreter der Stadt Council Bluffs.
Politisch wurde Kimball Mitglied der Republikanischen Partei. 1912 zog er in den Senat von Iowa ein, in den er anschließend drei Mal wiedergewählt wurde. Im Jahr 1924 wurde er an der Seite von John Hammill zum Vizegouverneur seines Staates gewählt. Dieses Amt bekleidete er zwischen 1925 und seinem Tod am 10. September 1928. Dabei war er Stellvertreter des Gouverneurs und Vorsitzender des Staatssenats.